# Polo tecnologico di Navacchio
Il polo tecnologico di Navacchio è un parco scientifico e tecnologico con sede a Navacchio, nel comune di Cascina, in Toscana, che opera dal 2000 svolgendo attività a sostegno dell'innovazione.
Il polo tecnologico di Navacchio è il più grande parco tecnologico, incubatore e acceleratore di start-up della Toscana.
È una struttura multifunzionale di 20.000 mq tra uffici, sale riunioni, spazi comuni. Dispone di due auditorium, una mensa, un asilo.
Ospita sessanta imprese e ha una rete di oltre duecento imprese connesse, sette laboratori dell'Università di Pisa, per un totale di quasi settecento addetti. Negli anni sono passate dall'incubatore o da percorsi di accelerazione novanta startup.

## Società
La società che possiede il parco tecnologico e ne gestisce le attività e i servizi è Polo Navacchio SpA, dotata di un capitale sociale di € 9.868.051,08 interamente versato.
La compagine societaria, al 31 dicembre 2021, è la seguente:
| Socio                      | Capitale    | Quote  |
| -------------------------- | ----------- | ------ |
| Provincia di Pisa          | € 4.613.076 | 46,75% |
| Comune di Cascina          | € 4.540.191 | 46,01% |
| Banca di Pisa e Fornacette | € 614.788   | 6,23%  |
| Fidi Toscana SpA           | € 99.996    | 1,01%  |